# Музиката на Истанбул
„Музиката на Истанбул“ (на английски: Crossing the Bridge: The Sound of Istanbul) е германски документален филм от 2005 година на режисьора Фатих Акин по негов сценарий.
Във филма германският музикант Александер Хаке показва разнородната музикална сцена на съвременен Истанбул. В него участват както слабоизвестни музиканти, така и популярни изпълнители, като „Думан“, Еркин Корай, Джеза, Мерджан Деде, Айнур Доган, Орхан Генджебай, Сезен Аксу, Сертаб Еренер.